# Karlštejnbus

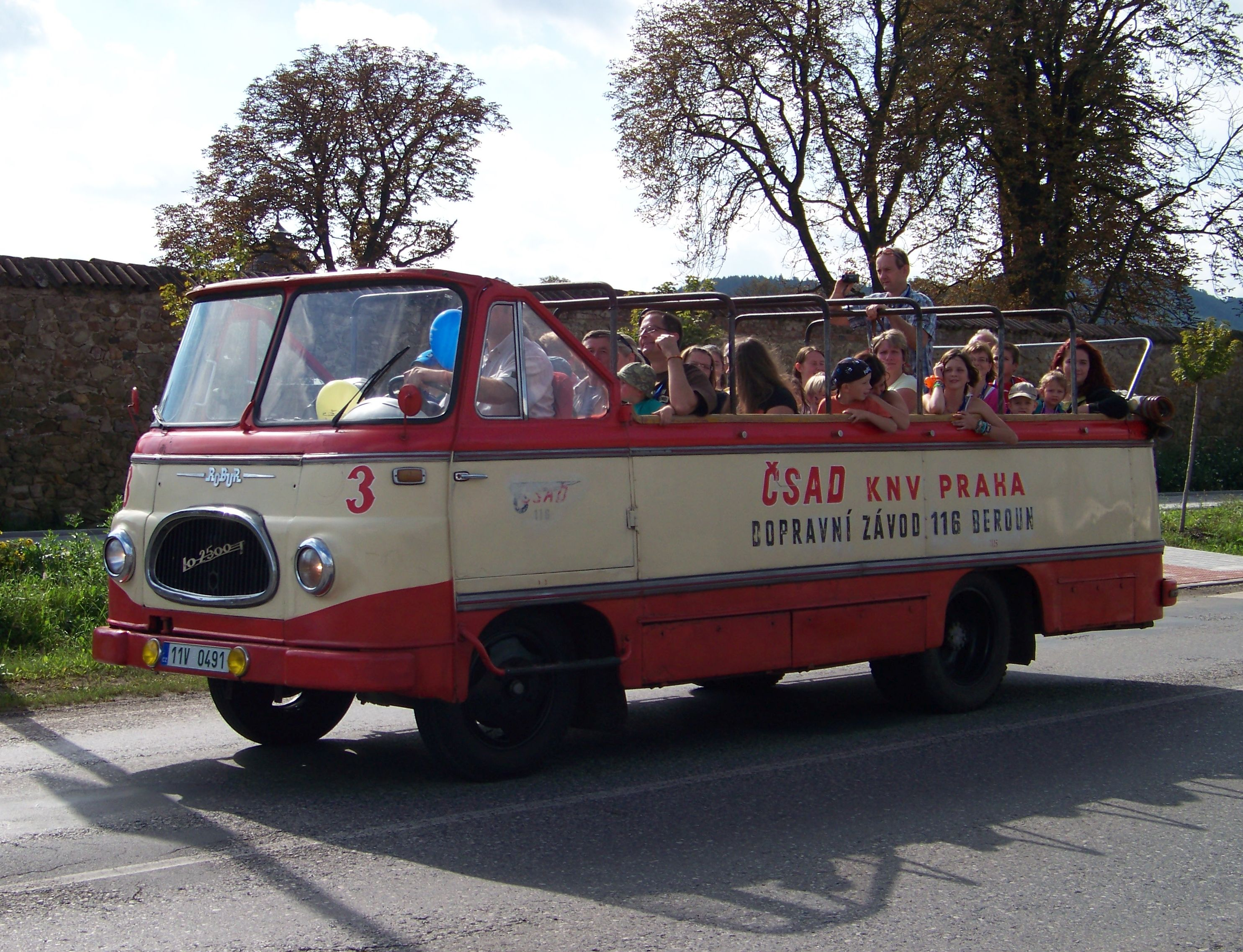
Renovovaný Karlštejnbus č. 3 při dni otevřených dveří provozovny PROBO BUS v září 2014

Karlštejnbus je neoficiální označení dopravy, kterou v 70. letech 20. století zajišťovaly tři speciální benzinové autobusy ČSAD v kabrioletové úpravě, přestavěné z východoněmeckých nákladních automobilů Robur LO 2500, v Karlštejně od parkoviště u Berounky hlavní ulicí Budňan na hrad Karlštejn.

## Provoz

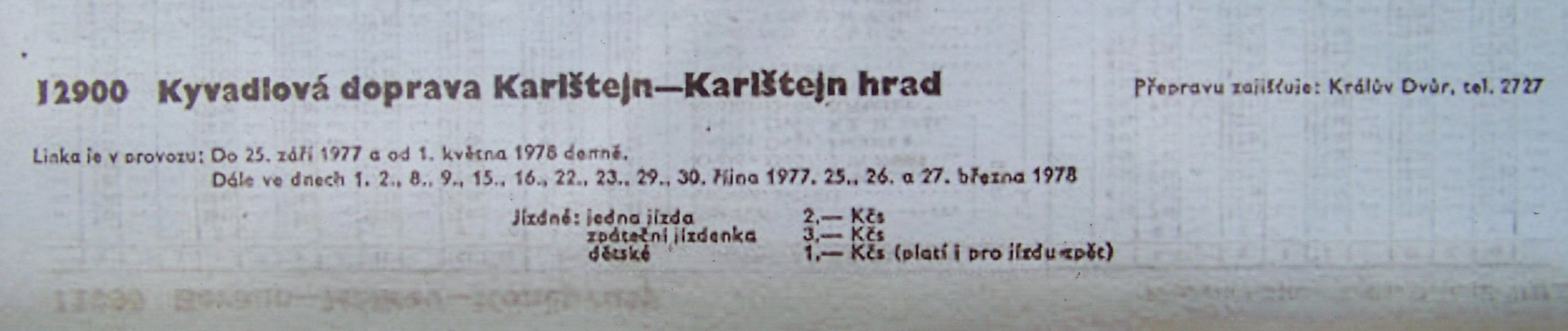
„Jízdní řád“ Karlštejnbusu (linky 12900) pro rok 1977/1978

Linka byla v provozu v 70. letech 20. století, a to pouze v letní sezoně. K jízdám měl dopravce (ČSAD KNV Praha n. p., dopravní závod 116, provozovna Beroun-Králův Dvůr) zvláštní povolení. Koncem 70. let prošly všechny vozy generální opravou, avšak povolení nebylo prodlouženo a doprava byla zrušena.
Prvním řidičem Karlštejnbusu byl Hubert Tam, posledním řidičem na původní lince Jiří Zýka.

## Vozidla
Nákladní automobil Robur LO 2500 byl představen na lipském veletrhu v roce 1961.
Karlštejnbusy vytvořené přestavbou těchto automobilů byly tři a byly očíslovány i barevně rozlišeny: červený (č. 3), modrý a zelený. Prostor pro cestující byl tvořen sedmi lavicemi s opěradly v řadách za sebou a mohl být kryt snímatelnou plachtou.
Koncem 70. let prodělaly vozy generální opravu v satalické opravárenské základně ČSAD (pozdější TEZAS), povolení však nebylo prodlouženo a doprava byla zrušena.
Jeden z autobusů získali v roce 1979 pravděpodobně hasiči.
Dochovaný červený karlštejnbus (č. 3) nyní vlastní soukromí majitelé z Nymburska, jedním ze spolumajitelů je Jaroslav Douša. V roce 2009 jej prezentovali na Dni otevřených dveří v králodvorském závodě Probo bus (v roce 2008 mu zde věnovali speciální výstavní panel).